# Paramenia angustifrons
Paramenia angustifrons är en tvåvingeart som beskrevs av Crosskey 1965. Paramenia angustifrons ingår i släktet Paramenia och familjen spyflugor. Inga underarter finns listade i Catalogue of Life.